# شهرستان فوفنگ
شهرستان فوفنگ (به لاتین: Fufeng County) یک منطقهٔ مسکونی در چین است که در باوژی واقع شده‌است.